# Podestà e sindaci di Treviglio

Stemma del Comune di Treviglio

Fin dal 1224 è attestata a Treviglio, comune italiano in provincia di Bergamo, in Lombardia, la presenza di autorità civili. Si tratta per lo più di podestà e sindaci, ma vi sono anche 13 commissari, di cui 6 prefettizi e 5 Regi, 2 luogotenenti e un vicario imperiale.
Con la riforma dell'ordinamento comunale disposta nel 1926 il comune veniva amministrato da un podestà fino al 1943.
Il 13 giugno 2006 ha iniziato il suo mandato la prima sindaca donna, Ariella Borghi.

## Sindaci degni di nota
Tra i sindaci a cui è stata dedicata una via della città abbiamo il Conte Ludovico Mulazzani, Giacomo Tiragallo e Pier Luigi Della Torre. A Francesco Cameroni è stata dedicata una piazza e una scuola secondaria di primo grado, ad Attilio Mozzi una scuola primaria.
Alla famiglia dei Silva che risiedette nell'omonimo palazzo, che oggi ospita la proloco, è dedicata la via laterale allo stesso. Francesco Landriani è ricordato ogni anno nel corso della sfilata storica Miracol si grida per il suo atto di provocazione nei confronti dei francesi.
Francesco Landriani è l'unica autorità civile di Treviglio ad aver avuto un suo omonimo a ricoprire anch'esso tale carica: il primo nel corso del 1522 e il secondo dal 1783 al 1784 e dal 1784 al 1794.
Segue l'elenco nella cronotassi delle autorità civili, dal 1224 ad oggi, del comune:
Riguardo al periodo precedente al 1081 la tesi più accreditata vuole Treviglio sotto Milano, visto che è accertata la presenza del vicino comune di Arzago d'Adda, anche se sono state avanzate ipotesi circa l'appartenenza al Comitatus Bergomensis, al pari dei vicini centri di Pontirolo e Fara Gera d'Adda.

### Feudo imperiale sotto il monastero benedettino di San Simpliciano (1081-1225)
Nel 1081 Treviglio si offre in feudo Imperiale il monastero di San Simpliciano, per evitare un'imminente imposizione a seguito dell'accresciuto interesse Milanese per le terre al di là dell'Adda, scaturito a seguito delle riforme attuate dal vescovo Landolfo nel 985.
Non sono presenti i dati relativi ai periodi precedenti.
| Periodo | Periodo | Primo cittadino      | Partito | Carica  | Note  |
| ------- | ------- | -------------------- | ------- | ------- | ----- |
| 1224    | 1225    | Danisio de Superaqua |         | Podestà | [ 6 ] |

### Entità autonoma (1225-1279)
I dati sono in gran parte andati persi. I podestà del periodo 1224-1229 sono milanesi, successivamente non si hanno podestà e ciò conferma la costituzione in comune autonomo, dato che sotto Milano avrebbe certamente avuto dei podestà.
| Periodo | Periodo | Primo cittadino     | Partito | Carica  | Note  |
| ------- | ------- | ------------------- | ------- | ------- | ----- |
| 1225    | 1226    | Iacopo de Superaqua |         | Podestà | [ 6 ] |
| 1226    | 1229    | Acerbo Marcellino   |         | Podestà | [ 6 ] |
| 1229    | ?       | Iacopo de Superaqua |         | Podestà | [ 6 ] |

### Communitatis Mediolanensis(1279-1311)
A seguito della crescente importanza strategica del borgo che si trovava al di là di Cassano d'Adda, punto di attraversamento dell'Adda, Treviglio inviò a Milano il console Pasquale Fregabraccio e il procuratore Donato de' Donati ad offrire l'entrata del comune nella Communitatis Mediolanensis chiedendo e ottenendo la condizione di borgo e il diritto al mercato settimanale il giovedì. Verso fine secolo Milano pose a Treviglio un suo podestà.
I dati sono in gran parte andati persi.
| Periodo | Periodo | Primo cittadino          | Partito | Carica  | Note  |
| ------- | ------- | ------------------------ | ------- | ------- | ----- |
| 1300    | 1311    | Guglielmo della Pusterla |         | Podestà | [ 6 ] |

### Entità autonoma sotto il Sacro Romano Impero (1311-1350)
Nel 1311, a seguito della discesa in Italia dell'imperatore Enrico VII del Lussemburgo, Treviglio decide di sottomettersi spontaneamente al Sacro Romano Impero, vedendo riconosciuti i propri precedenti privilegi imperiali (ovvero restando entità autonoma).
I dati sono in gran parte andati persi.
| Periodo | Periodo | Primo cittadino          | Partito | Carica            | Note  |
| ------- | ------- | ------------------------ | ------- | ----------------- | ----- |
| 1311    | 1314    | Guglielmo della Pusterla |         | Podestà           | [ 6 ] |
| 1314    | ?       | Guglielmo della Pusterla |         | Vicario imperiale | [ 6 ] |

### Terra autonoma nella Signoria di Milano (1350-1431)
Nel 1350, con la politica espansionistica milanese, Treviglio viene a trovarsi sotto la Signoria di Milano.

#### Visconti (1350-1431)
I dati sono in parte andati persi.
| Periodo | Periodo | Primo cittadino                       | Partito | Carica       | Note  |
| ------- | ------- | ------------------------------------- | ------- | ------------ | ----- |
| 1362    | ?       | Pietro da Casalmorano                 |         | Luogotenente | [ 6 ] |
| 1392    | 1395    | Matteo Ferrando da Pisa (o de Pisis?) |         | Podestà      | [ 6 ] |
| 1395    | ?       | Matteo Ferrando da Pisa (o de Pisis?) |         | Podestà      | [ 6 ] |
| 1422    | 1425    | Uberto Decembrio                      |         | Podestà      | [ 6 ] |
| 1425    | 1426    | Ambrogio de Bonis                     |         | Podestà      | [ 6 ] |
| 1426    | 1431    | Uberto Decembrio                      |         | Podestà      | [ 6 ] |

### Repubblica di Venezia (1431-1433)
A seguito dell'espansione sulla terraferma della Repubblica di Venezia sino alla Lombardia anche Treviglio posta vicino al confine col ducato di Milano, si trova per un breve periodo sotto la Serenissima.
| Periodo | Periodo | Primo cittadino  | Partito | Carica  | Note  |
| ------- | ------- | ---------------- | ------- | ------- | ----- |
| 1431    | 1433    | Uberto Decembrio |         | Podestà | [ 6 ] |

### Terra autonoma nel Ducato di Milano (1433-1448)
Con la pace di Ferrara nel 1433 Treviglio torna sotto il Ducato di Milano.

#### Visconti (1433-1447)
| Periodo | Periodo | Primo cittadino     | Partito | Carica  | Note  |
| ------- | ------- | ------------------- | ------- | ------- | ----- |
| 1433    | 1434    | Uberto Decembrio    |         | Podestà | [ 6 ] |
| 1434    | 1440    | Giacomo da Canobbio |         | Podestà | [ 6 ] |
| 1440    | 1447    | Mafio Suardo        |         | Podestà | [ 6 ] |

#### Aurea Repubblica Ambrosiana (1447-1448)
Con la morte di Filippo Maria Visconti a Milano nel 1447, poi, la dinastia viscontea venne deposta e sostituita dall'Aurea Repubblica Ambrosiana. Treviglio non vedrà la fine della repubblica ambrosiana, poiché nel 1448 finirà sotto Venezia rientrando nel Ducato di Milano ad insediamento degli Sforza già avvenuto.
| Periodo | Periodo | Primo cittadino | Partito | Carica  | Note  |
| ------- | ------- | --------------- | ------- | ------- | ----- |
| 1447    | 1448    | Mafio Suardo    |         | Podestà | [ 6 ] |

### Repubblica di Venezia (1448-1453)
Venezia approfitta della situazione politica milanese per occupare la Gera d'Adda, Lodi e Piacenza nel 1448. Così facendo determina l'entrata in guerra di Milano guidata da Francesco Sforza, che prenderà il potere nel 1450, riconquistando Treviglio nel 1453 e ponendo fine alla guerra nel 1454 con la pace di Lodi.
| Periodo | Periodo | Primo cittadino     | Partito | Carica  | Note  |
| ------- | ------- | ------------------- | ------- | ------- | ----- |
| 1448    | 1449    | Pietro de Advocatis |         | Podestà | [ 6 ] |
| 1449    | 1450    | Alvise Bellone      |         | Podestà | [ 6 ] |
| 1450    | 1452    | Alvise Bellone      |         | Podestà | [ 6 ] |
| 1452    | 1453    | Guglielmo Rippario  |         | Podestà | [ 6 ] |

### Terra autonoma nel Ducato di Milano (1453-1499)
Nel 1453, Treviglio viene annessa al Ducato di Milano de facto dagli Sforza e poi, con la pace di Lodi l'anno successivo, de jure.

#### Sforza (1453-1499)
| Periodo | Periodo | Primo cittadino       | Partito | Carica  | Note  |
| ------- | ------- | --------------------- | ------- | ------- | ----- |
| 1453    | 1463    | Iacopo Vernerio       |         | Podestà | [ 6 ] |
| 1463    | 1467    | Mazarino de' Guinzoni |         | Podestà | [ 6 ] |
| 1467    | 1467    | Pietro Mori           |         | Podestà | [ 6 ] |
| 1467    | 1469    | ... da Biassono       |         | Podestà | [ 6 ] |
| 1469    | 1472    | ... da Biassono       |         | Podestà | [ 6 ] |
| 1472    | 1472    | Martino de Gallis     |         | Podestà | [ 6 ] |
| 1472    | 1473    | Giovanni Goldone      |         | Podestà | [ 6 ] |
| 1473    | 1474    | Martino de Gallis     |         | Podestà | [ 6 ] |
| 1474    | 1482    | Giovanni Boldrone     |         | Podestà | [ 6 ] |
| 1482    | 1483    | Giovanni Robecchi     |         | Podestà | [ 6 ] |
| 1483    | 1483    | Giovanni Robecchi     |         | Podestà | [ 6 ] |
| 1483    | 1489    | Prandino Crivelli     |         | Podestà | [ 6 ] |
| 1489    | 1493    | Antonio Bonsignori    |         | Podestà | [ 6 ] |
| 1493    | 1494    | Antonio Bonsignori    |         | Podestà | [ 6 ] |
| 1494    | 1495    | Ottaviano Porro       |         | Podestà | [ 6 ] |
| 1495    | 1499    | Carlo Premenulfo      |         | Podestà | [ 6 ] |

#### Francia (1499-1499)
Nel 1499, i francesi subentrano agli Sforza nel governo del Ducato di Milano.
| Periodo | Periodo | Primo cittadino | Partito | Carica  | Note  |
| ------- | ------- | --------------- | ------- | ------- | ----- |
| 1499    | 1499    | Cassiano Marsio |         | Podestà | [ 6 ] |

### Repubblica di Venezia (1499-1509)
Nel 1499, a seguito di un accordo con il re di Francia, la Repubblica di Venezia scatena l'offensiva contro il ducato di Milano, occupando Treviglio.
| Periodo | Periodo | Primo cittadino   | Partito | Carica  | Note  |
| ------- | ------- | ----------------- | ------- | ------- | ----- |
| 1499    | 1500    | Gerolamo Duchi    |         | Podestà | [ 6 ] |
| 1500    | 1501    | Michele Basadonna |         | Podestà | [ 6 ] |
| 1501    | 1502    | Daniele Canali    |         | Podestà | [ 6 ] |
| 1502    | 1503    | Filippo Trevisan  |         | Podestà | [ 6 ] |
| 1503    | 1504    | Andrea Barbadigo  |         | Podestà | [ 6 ] |
| 1504    | 1505    | Filippo Salomone  |         | Podestà | [ 6 ] |
| 1505    | 1506    | Filippo Salomone  |         | Podestà | [ 6 ] |
| 1506    | 1506    | Filippo Salomone  |         | Podestà | [ 6 ] |
| 1506    | 1507    | Marco Garzoni     |         | Podestà | [ 6 ] |
| 1507    | 1509    | Paolo Basadonna   |         | Podestà | [ 6 ] |
| 1509    | 1509    | Nicolò Memo       |         | Podestà | [ 6 ] |

### Terra autonoma nel Ducato di Milano (1509-1796)
Nel 1509, durante la guerra della Lega di Cambrai, a seguito della sconfitta veneta nella battaglia di Agnadello, termina la dominazione veneziana ed ricomincia quella francese sotto il ducato di Milano, Treviglio è riconosciuta terra autonoma.

#### Francia (1509-1535)
| Periodo | Periodo | Primo cittadino           | Partito | Carica       | Note   |
| ------- | ------- | ------------------------- | ------- | ------------ | ------ |
| 1509    | 1509    | Gaspare Foliano           |         | Podestà      | [ 6 ]  |
| 1509    | 1511    | Giovan Pietro de Orobono  |         | Podestà      | [ 6 ]  |
| 1511    | 1513    | Giovan Francesco Cesareno |         | Podestà      | [ 6 ]  |
| 1513    | 1514    | Nicolò Sabione            |         | Podestà      | [ 6 ]  |
| 1514    | 1518    | Alessandro Giussano       |         | Podestà      | [ 6 ]  |
| 1518    | 1521    | Stefano Brugazio          |         | Podestà      | [ 6 ]  |
| 1521    | 1522    | Giogio Floro              |         | Podestà      | [ 6 ]  |
| 1522    | 1522    | Filippo Baldo             |         | Podestà      | [ 6 ]  |
| 1522    | 1522    | Francesco Landriani       |         | Luogotenente | ucciso |
| 1523    | 1524    | Gabriele Calvo            |         | Podestà      | [ 6 ]  |
| 1524    | 1529    | Francesco Scanziano       |         | Podestà      | [ 6 ]  |
| 1529    | 1531    | Angelo Crivelli           |         | Podestà      | [ 6 ]  |
| 1531    | 1534    | Giovan Battista Robino    |         | Podestà      | [ 10 ] |
| 1534    | 1535    | Giovan Antonio Reydo      |         | Podestà      | [ 10 ] |

#### Spagna (1535-1706)
Nel 1535, gli spagnoli subentrano ai francesi nel governo del Ducato di Milano.
| Periodo | Periodo | Primo cittadino                  | Partito | Carica  | Note   |
| ------- | ------- | -------------------------------- | ------- | ------- | ------ |
| 1535    | 1536    | Giovan Antonio Reydo             |         | Podestà | [ 10 ] |
| 1536    | 1537    | Giovan Antonio Robino            |         | Podestà | [ 10 ] |
| 1537    | 1540    | Alberto Ricorda                  |         | Podestà | [ 10 ] |
| 1540    | 1541    | Benimiento Colla                 |         | Podestà | [ 10 ] |
| 1541    | 1544    | Benedetto Ferrari                |         | Podestà | [ 10 ] |
| 1544    | 1546    | Gerolamo Stoppa                  |         | Podestà | [ 10 ] |
| 1546    | 1549    | Giovanni Antonio Badagio         |         | Podestà | [ 10 ] |
| 1549    | 1551    | Francesco de Ritiis              |         | Podestà | [ 10 ] |
| 1551    | 1554    | Pietro Longhi                    |         | Podestà | [ 10 ] |
| 1554    | 1556    | Zaccaria de Gadis                |         | Podestà | [ 10 ] |
| 1556    | 1558    | Antonio Brusoto                  |         | Podestà | [ 10 ] |
| 1558    | 1560    | Bartolomeo Inviziato             |         | Podestà | [ 10 ] |
| 1560    | 1564    | Aloisio Turate                   |         | Podestà | [ 10 ] |
| 1564    | 1568    | Maffeo de Rosamarinis            |         | Podestà | [ 10 ] |
| 1568    | 1570    | Aloisio Turate                   |         | Podestà | [ 10 ] |
| 1570    | 1570    | Aloisio Turate                   |         | Podestà | [ 10 ] |
| 1570    | 1572    | Gerolamo Trivulzio               |         | Podestà | [ 10 ] |
| 1572    | 1575    | Bartolomeo Joliano               |         | Podestà | [ 10 ] |
| 1575    | 1578    | Cassiano Marsio                  |         | Podestà | [ 10 ] |
| 1578    | 1580    | Battista Pallavicino             |         | Podestà | [ 10 ] |
| 1580    | 1582    | Alberto Rozio                    |         | Podestà | [ 10 ] |
| 1582    | 1583    | Cesare Magnani                   |         | Podestà | [ 10 ] |
| 1583    | 1585    | Cesare Villa                     |         | Podestà | [ 10 ] |
| 1585    | 1591    | Cesare Colla                     |         | Podestà | [ 10 ] |
| 1591    | 1592    | Orazio Tagliabò                  |         | Podestà | [ 10 ] |
| 1592    | 1593    | Lodovico Casati                  |         | Podestà | [ 10 ] |
| 1593    | 1594    | Gerolamo Stoppa                  |         | Podestà | [ 10 ] |
| 1594    | 1596    | Vincenzo di Stefano              |         | Podestà | [ 10 ] |
| 1596    | 1602    | Angelo Guenzati                  |         | Podestà | [ 10 ] |
| 1602    | 1604    | Baldassarre Sanzio               |         | Podestà | [ 10 ] |
| 1604    | 1607    | Gerolamo Sitien                  |         | Podestà | [ 10 ] |
| 1607    | 1608    | Otto Sirtori                     |         | Podestà | [ 10 ] |
| 1608    | 1616    | Giacomo Guastavino               |         | Podestà | [ 10 ] |
| 1616    | 1620    | Gerolamo Mesa                    |         | Podestà | [ 10 ] |
| 1620    | 1620    | Diego Gomez Sylva                |         | Podestà | [ 10 ] |
| 1620    | 1624    | Prospero Carelli                 |         | Podestà | [ 10 ] |
| 1624    | 1626    | Camillo Lodovico Carcano         |         | Podestà | [ 10 ] |
| 1626    | 1628    | Filippo Bussetti                 |         | Podestà | [ 10 ] |
| 1628    | 1632    | Antioco Mata                     |         | Podestà | [ 10 ] |
| 1632    | 1640    | Giacinto Bulgarin de Celada      |         | Podestà | [ 10 ] |
| 1640    | 1642    | Don Rodrigo Reyerio de Penarojas |         | Podestà | [ 10 ] |
| 1642    | 1644    | Ercole Bosio                     |         | Podestà | [ 10 ] |
| 1644    | 1646    | Carlo Suarez de Ovalle           |         | Podestà | [ 10 ] |
| 1646    | 1652    | Pier Francesco Gibellino         |         | Podestà | [ 10 ] |
| 1652    | 1654    | Don Pedro de Ayala               |         | Podestà | [ 10 ] |
| 1654    | 1658    | Don Alfonso de Heredia           |         | Podestà | [ 10 ] |
| 1658    | 1660    | Antonio Barni                    |         | Podestà | [ 10 ] |
| 1660    | 1662    | Francisco Martinez de Castro     |         | Podestà | [ 10 ] |
| 1662    | 1663    | Carlo Francesco Marinoni         |         | Podestà | [ 10 ] |
| 1663    | 1666    | Carlo Francesco Marinoni         |         | Podestà | [ 11 ] |
| 1666    | 1668    | Giuseppe Corneo                  |         | Podestà | [ 11 ] |
| 1668    | 1668    | Francesco Pamo Altamirano        |         | Podestà | [ 11 ] |
| 1668    | 1670    | Bernardo Francesco Pesce         |         | Podestà | [ 11 ] |
| 1670    | 1674    | Giuseppe Divizioni               |         | Podestà | [ 11 ] |
| 1674    | 1676    | Corrado Olivera                  |         | Podestà | [ 11 ] |
| 1676    | 1678    | Don Carlo Stampa                 |         | Podestà | [ 11 ] |
| 1678    | 1678    | Giacomo Cattaneo                 |         | Podestà | [ 11 ] |
| 1678    | 1679    | Francesco Baldovino              |         | Podestà | [ 11 ] |
| 1679    | 1680    | Giovan Giacomo Cattaneo          |         | Podestà | [ 11 ] |
| 1680    | 1681    | Francesco Alciati                |         | Podestà | [ 11 ] |
| 1681    | 1682    | Francesco Alciati                |         | Podestà | [ 11 ] |
| 1682    | 1686    | Giovanni Antonio Pulcio          |         | Podestà | [ 11 ] |
| 1686    | 1687    | Ercole Gattinara                 |         | Podestà | [ 11 ] |
| 1687    | 1700    | Ercole Gattinara                 |         | Podestà | [ 11 ] |
| 1700    | 1701    | Carlo Canzio                     |         | Podestà | [ 11 ] |
| 1701    | 1702    | Carlo Canzio                     |         | Podestà | [ 11 ] |
| 1702    | 1706    | Francesco Antonio Tettone        |         | Podestà | [ 11 ] |

#### Austria (1706-1796)
Nel 1706, agli spagnoli subentrano gli austriaci nel governo del Ducato di Milano. A cui subentreranno i francesi nel 1796 a seguito della Campagna d'Italia di Napoleone.
| Periodo | Periodo | Primo cittadino             | Partito | Carica  | Note   |
| ------- | ------- | --------------------------- | ------- | ------- | ------ |
| 1706    | 1708    | Angelo Crespi               |         | Podestà | [ 11 ] |
| 1708    | 1709    | Don Pietro Ariatequi        |         | Podestà | [ 11 ] |
| 1709    | 1709    | Francesco Crespi            |         | Podestà | [ 11 ] |
| 1709    | 1712    | Pietro de Lariate           |         | Podestà | [ 11 ] |
| 1712    | 1716    | Betuniano Bellingeri        |         | Podestà | [ 11 ] |
| 1716    | 1718    | Carlo Trovati               |         | Podestà | [ 11 ] |
| 1718    | 1719    | Don Giuseppe de Avila       |         | Podestà | [ 11 ] |
| 1719    | 1720    | Don Giuseppe de Avila       |         | Podestà | [ 11 ] |
| 1720    | 1724    | Eugenio de la Fuente        |         | Podestà | [ 11 ] |
| 1724    | 1725    | Pietro Mari Clavenna        |         | Podestà | [ 11 ] |
| 1725    | 1728    | Telò                        |         | Podestà | [ 11 ] |
| 1728    | 1738    | Giuseppe Cetti              |         | Podestà | [ 11 ] |
| 1738    | 1742    | Filippo Pilla               |         | Podestà | [ 11 ] |
| 1742    | 1743    | Paolo Antonio Pestagallo    |         | Podestà | [ 11 ] |
| 1743    | 1744    | Giuseppe Fortunato Bonacina |         | Podestà | [ 11 ] |
| 1744    | 1749    | Gian Battista Peruchetti    |         | Podestà | [ 11 ] |
| 1749    | 1754    | Gian Battista Peruchetti    |         | Podestà | [ 11 ] |
| 1754    | 1758    | Vittorio Aguirre            |         | Podestà | [ 11 ] |
| 1758    | 1762    | Don Eugenio de la Fuente    |         | Podestà | [ 11 ] |
| 1762    | 1766    | Andrea Foppa                |         | Podestà | [ 11 ] |
| 1766    | 1767    | Andrea Foppa                |         | Podestà | [ 11 ] |
| 1767    | 1771    | Carlo Francesco Rossone     |         | Podestà | [ 11 ] |
| 1771    | 1772    | Carlo Francesco Rossone     |         | Podestà | [ 11 ] |
| 1772    | 1775    | Francesco Luini             |         | Podestà | [ 11 ] |
| 1775    | 1780    | Francesco Sangiuliano       |         | Podestà | [ 11 ] |
| 1780    | 1781    | Giorgio Curzio Pozzi Cauzzi |         | Podestà | [ 11 ] |
| 1781    | 1783    | Don Guido de Villata        |         | Podestà | [ 11 ] |
| 1783    | 1783    | Giorgio Curzio Pozzi Cauzzi |         | Podestà | [ 11 ] |
| 1783    | 1784    | Francesco Landriani         |         | Podestà | [ 11 ] |
| 1784    | 1794    | Francesco Landriani         |         | Podestà | [ 11 ] |
| 1794    | 1796    | Francesco Rusca             |         | Podestà | [ 11 ] |

### Repubbliche napoleoniche (1796-1815)
Con il dominio napoleonico fu introdotto in Italia un sistema di organizzazione dei poteri locali piramidale-gerarchico, che rispecchiava quello francese: il territorio era ripartito in dipartimenti, distretti, cantoni (a soli fini elettorali) e comuni. Al dipartimento era preposto un prefetto, nominato dal ministro dell'interno, al distretto un sottoprefetto e al comune il sindaco, che era al contempo capo dell'ente e delegato del Governo. Quattro furono le Repubbliche napoleoniche che si alternarono: la Repubblica Transpadana, la Repubblica Cisalpina, la Repubblica Italiana e la Regno d'Italia.

#### Repubblica Transpadana (1796-1797)
| Periodo | Periodo | Primo cittadino | Partito | Carica  | Note   |
| ------- | ------- | --------------- | ------- | ------- | ------ |
| 1796    | 1797    | Francesco Rusca |         | Podestà | [ 11 ] |

#### Repubblica Cisalpina (1797-1802)
| Periodo | Periodo | Primo cittadino     | Partito | Carica  | Note   |
| ------- | ------- | ------------------- | ------- | ------- | ------ |
| 1797    | 1799    | Francesco Rusca     |         | Podestà | [ 11 ] |
| 1799    | 1800    | Gian Battista Cetti |         | Podestà | [ 11 ] |
| 1800    | 1802    | Gian Battista Cetti |         | Podestà | [ 11 ] |

#### Repubblica Italiana (1802-1805)
I dati su questo periodo storico transitorio mancano.

#### Regno d'Italia (1805-1815)
I dati su questo periodo storico transitorio mancano.

### Regno Lombardo-Veneto (1815-1859)
Con la caduta di Napoleone e la restaurazione dei precedenti ordinamenti monarchici, il nuovo sistema di organizzazione amministrativa fu generalmente mantenuto dal Regno Lombardo-Veneto essendosi rivelato efficiente.
La rappresentanza fu subordinata alla nomina austriaca, data l'assenza di dati è pertanto noto solo l'ultimo sindaco che fu Andrea Mandelli, dato che continuò il suo mandato dopo la proclamazione del regno d'Italia sino alle prime elezioni, svoltesi nel 1864.
| Periodo | Periodo     | Primo cittadino | Partito | Carica                      | Note   |
| ------- | ----------- | --------------- | ------- | --------------------------- | ------ |
| ?       | luglio 1859 | Andrea Mandelli |         | Sindaco di nomina austriaca | [ 12 ] |

### Regno di Sardegna (1859-1861)
Con la seconda guerra d'indipendenza italiana Treviglio viene de facto annessa al Regno di Sardegna.
| Periodo     | Periodo     | Primo cittadino | Partito | Carica                      | Note          |
| ----------- | ----------- | --------------- | ------- | --------------------------- | ------------- |
| luglio 1859 | aprile 1861 | Andrea Mandelli |         | Sindaco di nomina austriaca | [ 12 ] [ 14 ] |

### Italia (1861-oggi)

#### Regno d'Italia (1861-1946)
Il Regno d'Italia viene proclamato nel 1861 e cessa di esistere nel 1946 con l'entrata in vigore della costituzione della Repubblica Italiana, a seguito della scelta referendaria della stessa quale forma di governo.

##### Sindaci non eletti (1861-1889)
Il sindaco, tra il 1861 e il 1889, era nominato con regio decreto e doveva essere scelto fra i consiglieri comunali.
| Periodo         | Periodo           | Primo cittadino    | Partito | Carica                                          | Note          |
| --------------- | ----------------- | ------------------ | ------- | ----------------------------------------------- | ------------- |
| aprile 1861     | 24 settembre 1864 | Luigi Compagnoni   |         | Sindaco                                         | morto         |
| 9 ottobre 1864  | 12 maggio 1869    | Andrea Mandelli    |         | Sindaco                                         | morto         |
| 13 maggio 1869  | 14 ottobre 1871   | Pietro Bornaghi    |         | Sindaco                                         | [ 12 ] [ 14 ] |
| 14 ottobre 1871 | 20 aprile 1872    | Pietro Bornaghi    |         | Sindaco provvisorio                             | [ 12 ] [ 14 ] |
| 21 aprile 1872  | 3 luglio 1872     | Ludovico Mulazzani |         | Sindaco                                         | [ 12 ] [ 14 ] |
| gennaio 1873    | 2 ottobre 1873    | Luigi Bruni        |         | Sindaco                                         | [ 12 ] [ 14 ] |
| 2 ottobre 1873  | 3 ottobre 1877    | Francesco Cameroni |         | assessore facente funzione Sindaco, poi Sindaco | [ 12 ] [ 14 ] |
| 4 ottobre 1877  | 4 maggio 1878     | Giacomo Vertova    |         | assessore facente funzione Sindaco              | [ 14 ]        |
| 5 maggio 1878   | 7 febbraio 1887   | Francesco Cameroni |         | Sindaco                                         | morto         |
| 7 febbraio 1887 | 9 agosto 1887     | Francesco Bellotti |         | assessore facente funzione Sindaco              | [ 14 ]        |
| 9 agosto 1887   | 2 novembre 1889   | Pietro Bornaghi    |         | assessore facente funzione Sindaco              | [ 14 ]        |

##### Sindaci eletti (1889-1927)
Nel 1889 fu introdotta l'elezione da parte del consiglio comunale, tra i suoi membri; la durata del mandato era di 4 anni, con possibilità di rielezione. Tale periodo termina nel 1927 con l'istituzione dei podestà fascisti. Il precedente sindaco Roberto Carsana diviene quindi podestà.
| Periodo         | Periodo        | Primo cittadino     | Partito          | Carica                  | Note       |
| --------------- | -------------- | ------------------- | ---------------- | ----------------------- | ---------- |
| 2 novembre 1889 | 1894           | Giuseppe Grossi     |                  | Sindaco                 | dimesso    |
| 1894            | 1895           | Francesco Mussita   |                  | Commissario             | [ 12 ]     |
| 1895            | 1899           | Ludovico Mulazzani  |                  | Sindaco                 | destituito |
| 1899            | 1905           | Giuseppe Grossi     |                  | Sindaco                 | [ 12 ]     |
| 1905            | 1905           | Alessandro Ortona   |                  | Commissario prefettizio | [ 12 ]     |
| 1905            | 1911           | Giacomo Tiragallo   | Cattolico        | Sindaco                 | dimesso    |
| 1911            | 1912           | Guido Ridolfi       |                  | Commissario prefettizio | [ 12 ]     |
| 1912            | 1913           | Adolfo Ausenda      | Liberale         | Sindaco                 | dimesso    |
| 1913            | 1914           | Francesco Nuvolone  |                  | Commissario prefettizio | [ 12 ]     |
| 1914            | 1915           | Coldumer            |                  | Commissario prefettizio | [ 12 ]     |
| 1915            | 1917           | Carlo Bonomi        |                  | Sindaco                 | dimesso    |
| 1917            | 1917           | Luigi Pozzali       |                  | Sindaco                 | dimesso    |
| 1917            | 1917           | Michele Chiaromonte |                  | Regio Commissario       | [ 12 ]     |
| 1917            | 1920           | Giuseppe Giannuzzi  |                  | Commissario prefettizio | [ 12 ]     |
| 1920            | 1922           | Giuseppe Nava       | Partito Popolare | Sindaco                 | destituito |
| 1922            | 1923           | Pasquale Portelli   |                  | Commissario temporaneo  | [ 12 ]     |
| 1923            | 1923           | Vittorio Bouffier   |                  | Regio Commissario       | [ 12 ]     |
| 1923            | 1924           | Roberto Carsana     |                  | Regio Commissario       | [ 12 ]     |
| 1924            | 21 aprile 1927 | Roberto Carsana     |                  | Sindaco                 | [ 12 ]     |

##### Podestà (1927-1943)
Con la legge fascista del 4 febbraio 1926 n. 237 parte delle leggi fascistissime, venne istituito il podestà.
Dal 21 aprile 1927 al 1945 gli organi democratici di Treviglio, come quelli degli altri comuni, furono soppressi e tutte le funzioni in precedenza svolte dal sindaco, dalla giunta e dal consiglio comunale furono trasferite ad un podestà, nominato con Regio decreto per cinque anni e in ogni momento revocabile. Nei comuni con popolazione superiore a 5.000 abitanti ma inferiore a 100.000 il podestà fu affiancato da uno vice-podestà, nominato dal Ministero dell'interno. Il podestà era inoltre assistito da una consulta municipale, con funzioni consultive, composta da almeno 6 consultori, nominati dal prefetto della provincia di Bergamo.
| Periodo        | Periodo | Primo cittadino     | Partito                    | Carica                         | Note   |
| -------------- | ------- | ------------------- | -------------------------- | ------------------------------ | ------ |
| 21 aprile 1927 | 1929    | Roberto Carsana     | Partito Nazionale Fascista | Podestà                        | [ 12 ] |
| 1929           | 1938    | Luigi Cassani       | Partito Nazionale Fascista | Podestà                        | [ 12 ] |
| 1938           | 1943    | Cristoforo De Vizzi | Partito Nazionale Fascista | Regio Commissario, poi Podestà | [ 12 ] |

##### Commissari (1943-1945)
Nel settembre 1943 il Nord Italia fu occupato dai nazisti che prolungarono il regime fascista, sotto il nome di Repubblica Sociale Italiana, impedendo l'entrata in vigore delle leggi del governo legittimo fuggito al Sud. L'andamento generale della guerra, e il suo prevedibile esito che prefigurava ritorsioni capitali partigiane per le autorità fasciste, fece però sì che il regime non riuscisse a trovare persone disposte ad accettare la carica di podestà nella gran parte dei comuni, che rimasero quindi commissariati dai prefetti.
| Periodo | Periodo | Primo cittadino  | Partito | Carica                  | Note   |
| ------- | ------- | ---------------- | ------- | ----------------------- | ------ |
| 1943    | 1944    | Franco Panella   |         | Commissario prefettizio | [ 12 ] |
| 1944    | 1945    | Giacomo Fratelli |         | Commissario prefettizio | [ 12 ] |

##### Periodo costituzionale transitorio (1945-1946)
Nel 1945 con la fine della seconda guerra mondiale, e l'inizio del periodo costituzionale transitorio, cambia l'amministrazione comunale.
| Periodo | Periodo | Primo cittadino        | Partito | Carica                                   | Note   |
| ------- | ------- | ---------------------- | ------- | ---------------------------------------- | ------ |
| 1945    | 1946    | Pier Luigi Della Torre | PLI     | Sindaco dell'Amministrazione provvisoria | [ 12 ] |

#### Repubblica Italiana (1946-oggi)
Il sistema elettivo fu ripristinato dalla Repubblica Italiana con D.L.L. 7 gennaio 1946, n. 1., anche se non è ancora prevista l'elezione diretta da parte dei cittadini che avverrà solo a partire dal 1993.

##### Sindaci eletti indirettamente (1946-1993)
| Periodo          | Periodo          | Primo cittadino     | Partito                     | Carica  | Note   |
| ---------------- | ---------------- | ------------------- | --------------------------- | ------- | ------ |
| 1946             | 1946             | Umberto Primo       | Democrazia Cristiana        | Sindaco | [ 12 ] |
| 1946             | 1950             | Attilio Mozzi       | Democrazia Cristiana        | Sindaco | [ 12 ] |
| 1950             | 1955             | Attilio Mozzi       | Democrazia Cristiana        | Sindaco | [ 12 ] |
| 1955             | 1960             | Attilio Mozzi       | Democrazia Cristiana        | Sindaco | [ 12 ] |
| 1960             | 1965             | Attilio Mozzi       | Democrazia Cristiana        | Sindaco | [ 12 ] |
| 1965             | 1970             | Ermanno Riganti     | Democrazia Cristiana        | Sindaco | [ 12 ] |
| 1970             | 1975             | Ermanno Riganti     | Democrazia Cristiana        | Sindaco | [ 12 ] |
| 1975             | 1980             | Ferruccio Gusmini   | Democrazia Cristiana        | Sindaco | [ 12 ] |
| 1980             | 1981             | Carlo Merisi        | Democrazia Cristiana        | Sindaco | [ 12 ] |
| 1981             | 1986             | Graziano Bellagente | Democrazia Cristiana        | Sindaco | [ 12 ] |
| 1986             | 30 novembre 1987 | Graziano Bellagente | Democrazia Cristiana        | Sindaco | [ 12 ] |
| 1º dicembre 1987 | 19 giugno 1993   | Luigi Minuti        | Partito Socialista Italiano | Sindaco | [ 17 ] |

##### Sindaci eletti direttamente (1993- )
| Sindaco | Sindaco         | Sindaco          | Mandato          | Mandato                   | Partito                                                        | Coalizione                | Coalizione                        |
| Sindaco | Sindaco         | Sindaco          | Inizio           | Fine                      | Partito                                                        | Coalizione                | Coalizione                        |
| ------- | --------------- | ---------------- | ---------------- | ------------------------- | -------------------------------------------------------------- | ------------------------- | --------------------------------- |
| 1       |                 | Luigi Minuti     | 20 giugno 1993   | 27 aprile 1997            | Partito Socialista Italiano Partito Democratico della Sinistra |                           | PDS–PSI–PSDI–PRI                  |
| 1       | 27 aprile 1997  | Luigi Minuti     | 13 maggio 2001   |                           | Partito Socialista Italiano Partito Democratico della Sinistra | L'Ulivo (PDS–PRC–Civiche) |                                   |
| 2       |                 | Giorgio Zordan   | 13 maggio 2001   | 12 giugno 2006            | Indipendente                                                   |                           | L'Ulivo (DS–PRC–IdV–Civiche)      |
| 3       |                 | Ariella Borghi   | 12 giugno 2006   | 13 giugno 2011            | Democratici di Sinistra Partito Democratico                    |                           | L'Unione (DS–PRC–FdV–IdV–Civiche) |
| 4       |                 | Giuseppe Pezzoni | 13 giugno 2011   | 22 dicembre 2015          | Il Popolo della Libertà                                        |                           | PdL–LN–Civiche                    |
| -       |                 | Alfredo Nappi    | 23 dicembre 2015 | 29 gennaio 2016           | Commissario prefettizio                                        | Giunta commissariata      | Giunta commissariata              |
| -       | 29 gennaio 2016 | Alfredo Nappi    | 20 giugno 2016   | Commissario straordinario |                                                                | Giunta commissariata      | Giunta commissariata              |
| 5       |                 | Juri Imeri       | 20 giugno 2016   | 5 ottobre 2021            | Lega Nord                                                      |                           | LN–FdI–Civiche                    |
| 5       | 5 ottobre 2021  | Juri Imeri       | in carica        |                           | Lega Nord                                                      | LSP–FdI–FI–Civiche        |                                   |